# Otto Binder (Manager)
Otto Binder (* 2. Jänner 1910 in Wien, Österreich-Ungarn; † 15. Februar 2005 ebenda) war von 1959 bis 1981 Generaldirektor der Wiener Städtischen Wechselseitigen Versicherungsanstalt. Er war ein Zeitzeuge der Verbrechen der Nationalsozialisten.

## Leben und Werk
Binder, der seinen Vater 1914 im Krieg verloren hatte, fand schon früh den Weg in die sozialistische Jugendbewegung, die für ihn Familienersatz wurde, Ort der Assimilation und Inbegriff der Solidarität. Ab 1928 war er Obmann der Sozialistischen Arbeiter-Jugend Innere Stadt (SAJ). Nach seiner berufsbedingten Übersiedlung als Angestellter der Wiener Städtischen Versicherung nach Salzburg war er von 1931 bis 1934 Obmann der SAJ Salzburg-Stadt. Im April 1934 wurde er wegen Betätigung für die bereits verbotene Sozialdemokratische Arbeiterpartei vorübergehend verhaftet und von seinem Arbeitgeber entlassen. Nach der Machtübernahme der Nationalsozialisten wurde er erneut verhaftet und zunächst im Konzentrationslager Dachau interniert, später im KZ Buchenwald. Binder war jüdischen Glaubens.
Nach einjähriger Haft gelang es dem Matteotti-Komitee in Paris, eine Ausreisegenehmigung für Binder zu erlangen. Er emigrierte nach Schweden, erlernte den Beruf des Metallarbeiters und war später als Angestellter der schwedischen genossenschaftlichen Versicherungsgruppe Folksam tätig. In Schweden heiratete Binder auch seine langjährige Gefährtin Anni Pusterer. Das Paar hatte drei Kinder, von denen zwei im Exil geboren wurden. Die Tochter Margit (* 1943) ist seit 1968 mit dem früheren Bundespräsidenten Heinz Fischer verheiratet, der Sohn Lennart (* 1948) arbeitet als Rechtsanwalt und Menschenrechtsaktivist in Wien, Tochter Marianne kam 1953 in Wien zur Welt. Zum Freundeskreis der Binders in Schweden zählten unter anderen die Ehepaare Kreisky, Reitbauer, Böhm und Stern.
1949 kehrte die Familie nach Wien zurück. Otto Binder fand wiederum eine Anstellung bei der Wiener Städtischen Versicherungsanstalt, war maßgeblich am Bau des Wiener Ringturms beteiligt und wurde 1959 als Nachfolger Norbert Liebermanns zum Generaldirektor des Unternehmens ernannt. Die 22 Jahre seiner Leitung waren von einem Aufschwung des Unternehmens gekennzeichnet. Binder war auch Präsident des Aufsichtsrates der Austrian Airlines und im Aufsichtsrat anderer Unternehmungen vertreten. Auch im Ruhestand nahm Otto Binder regen Anteil am politischen Leben. Als Zeitzeuge stellte er sich Diskussionen und Gesprächen im öffentlichen Raum zur Verfügung. 2004 erlebte er die Wahl seines Schwiegersohnes zum österreichischen Bundespräsidenten. Noch wenige Tage vor seinem Tod nahm er an öffentlichen Veranstaltungen teil. Er wurde am Friedhof der Feuerhalle Simmering bestattet (Abt. 5, Ring 2, Gruppe 5, Nr. 70).

## Buchpublikation
- Wien – retour. Bericht an die Nachkommen. Salzburg – Buchenwald – Stockholm. Wien: Böhlau, 3. erg. Auflage 2010, ISBN 978-3-205-78534-7

## Nachweise
1. ↑  "First Lady" will sie nicht genannt werden. Standard, 8. Juli 2004, abgerufen am 5. Juni 2025.
2. ↑  Otto Binder: Wien - retour. Bericht an die Nachkommen. böhlauWien, 1997, ISBN 3-205-98674-1.
3. ↑  Margit Fischer: Was wir weitergeben. Brandstätter Verlag, 2015, ISBN 978-3-85033-925-4.
4. ↑  Austria Presse Agentur: Wiener Städtische: Generaldirektor i.R. Otto Binder: 1910 – 2005, 16. Februar 2005
5. ↑  Otto Binder in der Verstorbenensuche bei friedhoefewien.at

| Personendaten    | Personendaten                                               |
| ---------------- | ----------------------------------------------------------- |
| NAME             | Binder, Otto                                                |
| KURZBESCHREIBUNG | österreichischer Generaldirektor und Holocaust-Überlebender |
| GEBURTSDATUM     | 2. Januar 1910                                              |
| GEBURTSORT       | Wien                                                        |
| STERBEDATUM      | 15. Februar 2005                                            |
| STERBEORT        | Wien                                                        |